# Engie
Engie er et fransk statskontrolleret elselskab, der med en omsætning på ca. 60.1 mia. €. (2019)
Det var den tredjestørste globale koncern i energisektoren, eksklusive olie, i 2015. Dens hovedaktionær er den franske stat, der ejer en fjerdedel af kapitalen (23,64% af kapitalen og 33,84% af Engies stemmeret).
I 2016 påbegyndte gruppen en dybtgående transformation rettet mod energi og digital overgang. Dens industrielle strategi udvikler sig, rystet af ændringer i regeringsførelse.
I 2018 havde Engie 158.505 ansatte og omsatte for 60,6 milliarder euro.
Gruppen er noteret i Bruxelles, Luxembourg og Paris og er til stede i aktiemarkedsindekserne: CAC 40, BEL20 og Euronext 100.